# 小堀正優
小堀 正優（こぼり まさやす）は、江戸時代後期の御家人。遠州流茶道8世家元。号は宗中。

## 略歴
分家である小堀仁右衛門家出身の小堀正寿の子として誕生。
小室藩主の家督は本家の政峯の七男政方が継いだため、誕生後は小室に身を寄せた。政方が伏見騒動を引き起こして天明8年（1788年）5月6日に本家が改易されたため、小室の領地が没収されてからは、京都大徳寺孤篷庵で育った。小堀宗中は、茶法を小堀家茶頭の富岡友喜や辻宗範に習ったといわれている。江戸に出てからは、分家の小堀権十郎家と共に茶道の正統を守り続け、弟子をとり、遠州流茶道の伝承に努めた。改易後の小堀宗中の動向を知る数少ない資料として、三春藩（現在の福島県田村郡三春町）大目付役・草川七左衛門の著した「茶之湯之日誌」がある。この日誌には、再興前の小堀宗中の江戸における遠州流の茶会や稽古の様子が記されている。そこには、小堀宗中を「小宗甫候（小堀遠州）嫡孫」と書いていることからも、御家再興前から小堀宗中が小堀遠州の正統な継承者であることが世間に知られていたことがわかる。文政十一年（1828）、「前伏見奉行小堀周防守が退身の兄　大膳亮ガ子　梅之助　旧き家系おぼしめして　召出され　禄米三百俵を下され　小普請に入れられる」と幕府の記録（徳川実紀）や「小堀家先祖書」にある通り、小身ながら幕臣として召され、小堀家を再興した。改易時に親戚に引き取られていた遠州以来の諸道具も戻され、茶家としても復活した。天保3年9月23日には、第十一代将軍徳川家斉公に拝謁し、安政4年御先手鉄砲頭（役高1500石）の役職を務めた。